# 4-stjerners Middag
4-stjerners Middag er en dansk tv-serie, som sendes på Kanal 5. Konceptet i hvert afsnit er at fire kendte personer inviterer og efterfølgende spiser middag hos hinanden, som efterfølgende skal vurdere og give karakter for mad og værtsskab. Undervejs kommenterer kokken Thomas Rode fra Kong Hans sammen med værten Peter Mygind forberedelserne og middagen.
Konceptet minder meget om TV3's Til middag hos..., og de to programmer har konkurreret om seerne. TV3's program har dog opnået bedre seertal.